# Straník (vrch)

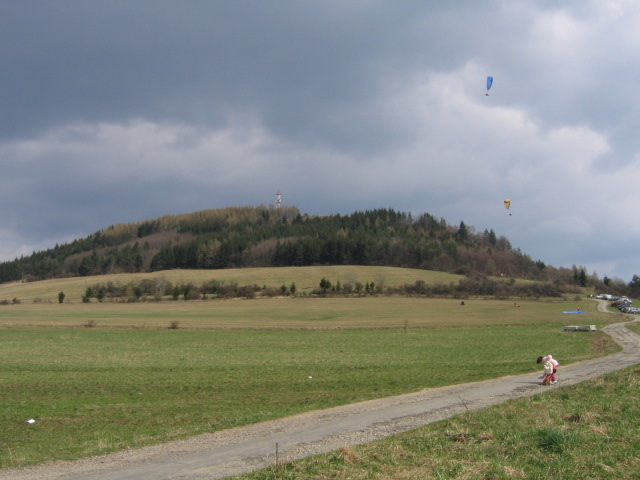
Pohled na vrchol od Zastrání.

Straník (769 m n. m. ) je vrch ležící v Kysucké vrchovině nacházející se šest kilometrů východním směrem od Žiliny. Přístup na vrchol je možný po  značce ze Zástranie. Z vrcholu je dobrý výhled na Malou Fatru, Žilinskou kotlinu a Kysuce.

## Dějiny
Poloha a tvar vrchu nabízely vhodnou lokalitu k pobytu a obranu obyvatelům regionu už od pravěku. Archeologické nálezy dokládají na vrchu rozsáhlé hradiště z mladší doby bronzové (1250 - 1000 před Kr.) a mladší doby železné (750 před Kr. - 0).

## Letecké sporty

### Historie
Straník se do historie sportovního létání zapsal v roce 1934 , kdy instruktor Štefan Pleško předvedl let za jihovýchodního větru na kluzáku Zlín V za přítomnosti sportovního leteckého komisaře Ing. Josefa Elsnica z Prahy. Plachtil půl hodiny nad Straníkom a Dubnom a přistál u sochy sv. Jana Nepomuckého v Tepličce nad Váhom. Tento let mu sportovní komisař Ing. Josef Elsnic uznal jako splnění výkonnostní podmínky stupně C. Štefan Pleško se stal prvním plachtařem a nositelem tohoto stupně na Slovensku. Jeho zásluhou se kopec Straník v krátké době stal nejvyhledávanějším plachtařským terénem v ČSR a i v současnosti je rájem paraglidingu a závěsného létání. V r. 1936 se na Straníku konaly první celostátní plachtařské závody v ČSR. Pod dozorem instruktora Štěpána Pleska se žilinští plachtaři učili létat na vojenském cvičišti Březový majer (dnešní sídliště Vlčince ). Roku 1935 se zde vybudovalo vojenské letiště. Na výcvik se využívaly i menší kopce Velký díl nad vojenským cvičištěm a kopec Dúbrava nad Bytčicou. Štefan Pleško je zakladatel bezmotorového létání na Slovensku, jeho zásluhou se stal Straník vynikajícím střediskem bezmotorového létání v ČSR a vznikla zde Ústřední bezmotorová škola na Slovensku. Téměř všichni vojenští letci a letci ČSA na Slovensku se vyškolili na Straníku. 

### Plachtařské středisko Straník a Ústřední bezmotorová škola na Slovensku
Žilinští plachtaři se učili létat na cvičišti Březový majer, nynější prostor sídliště Vlčince. V roce 1935 zde vybudovali vojenské letiště. Na výcvik se využíval i okolní terén, hlavně oblý kopec Velký díl a Dúbrava nad Bytčicou. V roce 1934 Štefan Pleško začal zkušebně létat z Dubna a pak i z kopce Straník. Nejlepší sportovní plachtař ČSR a sportovní letecký komisař Ing. Josef Elsnic z Prahy přišel roku 1934 do Žiliny na pozvání Štěpána Pleska. Ing. Josef Elsnic na svém kluzáku Kasel 20 létal zkušebně nad Straníkem a Dubnem 2,5 hodiny. Po tomto létě řekl, že Straník je nejvýhodnější plachtařský terén v Československu. Sportovní komisař Ing. Josef Elsnic zařídil, aby se na severní straně pod Malým Straníkom postavil hangár. Otevřeli ho 24. srpna 1935. Pozdější na uskladnění větroňů postavili na Straníku ještě další velký dřevěný hangár. Pak tu vybudovali i továrnu na výrobu kluzáků a opravnu letadel. Zde se dělaly generální opravy kluzáků a větroňů pro celé Slovensko. Straník se stal vynikajícím střediskem bezmotorového létání v ČSR Téměř všichni vojenští letci a letci ČSA na Slovensku se vyškolili na Straníku. Vývoj letectví postupně procházel na motorové létání, a tak tento areál již nové době nevyhovoval. Tyto prostory převzal aeroklub. Při reorganizaci letectví Ústřední bezmotorovou školu Slovenska na Straníku, která byla známá doma i v zahraničí, zrušili. Letecký provoz se přestěhoval na letiště Březový majer do Žiliny ( Vlčince ). Dočasně na Straníku zůstaly letecké opravny, opravy nichž však později převzaly Letecké opravny v Trenčíně. Dnes se v těchto významných prostorech, kde se začínaly počátky letectví na Slovensku, nachází Domov sociálních služeb pro dospělé Straník. 

### Současnost
V současnosti je Straník stále významným místním centrem pro paragliding a závěsné létání. V Žilině je několik škol paraglidingu nabízejících kurzy sportovního létání a kopec je vyhledávaný piloty ze širokého okolí. Je také místem konání různých pravidelných pořádání soutěží LAA.
Okolí vytváří vhodné termické podmínky pro zahájení delších přeletů. Tvar kopce poskytuje vhodné podmínky pro svahové létání. Na vrcholu jsou udržovaná 2 startovací místa:
- jihozápadní - možný start při větru ze směru J, JZ, Z
- severní - možný start při větru ze směru S, omezeně SZ

Přistávat lze na jihozápadním svahu, v sedle mezi vrcholem Straníku a Malým Straníkom nebo na poli před automobilkou KIA pod jižním svahem kopce.

## Vysílač Straník

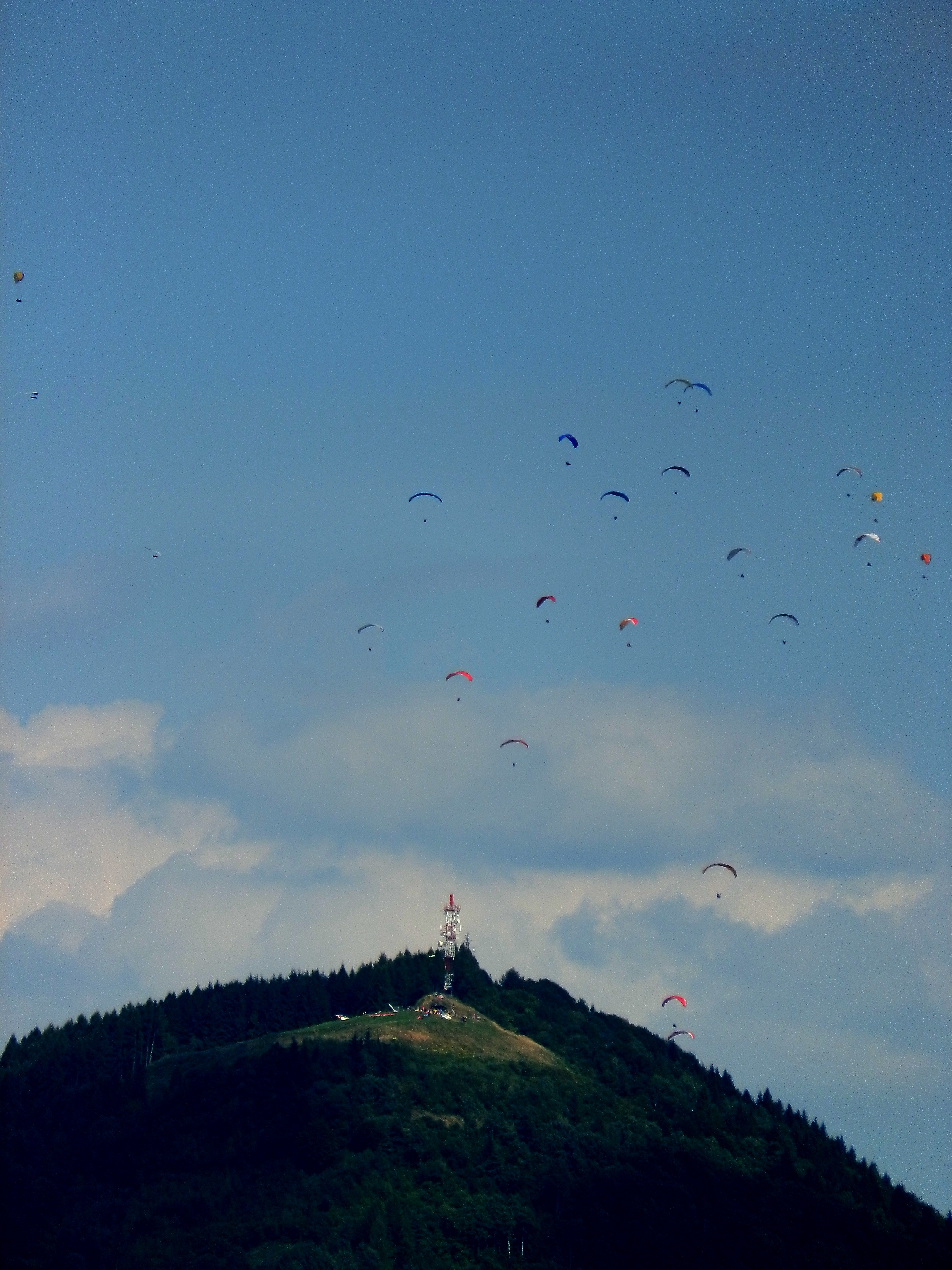
vrchol Straník

Na Straníku se nacházejí vysílače televize, rozhlasu a GSM signálu  pro město Žilina a její okolí.
Na vrcholu jsou 2 příhradové stožáry; první má 18 a druhý 30 metrů. Kromě šíření digitálního a analogového signálu televize šíří signál Rádia Frontinus a Vlna, jakož i signál mobilních operátorů.
Vysílače svým signálem pokrývají zejména město a jeho blízké okolí, ale přesahy umožňují ladění TV a rádií i v Rajecké dolině, na Kysucích, v dolním Turci a Horním Pováží .

### Vysílače

#### FM vysílače[4]
| frekvence </br> [MHz] | program         | regionální verze | ERP    | polarizace   |
| --------------------- | --------------- | ---------------- | ------ | ------------ |
| 92,7                  | rádio Vlna      | Střed            | 0,8 kW | horizontální |
| 104,6                 | rádio Frontinus |                  | 1 kW   | horizontální |

#### TV vysílače[6]
Vysílač šíří analogové televizní vysílání soukromé TV Markíza, šíření analogového signálu veřejnoprávní televize bylo ukončeno.
| stanice    | kanál        | ERP    | polarizace   |
| ---------- | ------------ | ------ | ------------ |
| TV Markíza | 44 - Vypnutá | 0,2 kW | horizontální |

Vysílač digitální TV šíří signál veřejnoprávního multiplexu DVB-T  .
| multiplex    | kanál | ERP  | polarizace |
| ------------ | ----- | ---- | ---------- |
| 3. multiplex | 32    | 5 kW | vertikální |